# Berta s velkýma nohama
Berta s velkýma nohama (asi 1275, Berthe aux grands pieds) je francouzský středověký hrdinský epos, jeden z tzv. chansons de geste, patřící do Karolínského (královského) cyklu. Jeho autorem je truvér Adenet le Roi z Brabantu (existuje rovněž frankoitalská verze Berta de li gran pié). Společně s eposy Mainet a Basin tvoří část cyklu, týkající se narození a mládí císaře Karla Velikého.
Píseň vypráví o příchodu manželky krále Pipina Krátkého a matky Karla Velikého z Uher ke franskému dvoru. Ve skutečnosti pocházela královna Berta (Bertrada) z Laonu a byla dcerou laonského hraběte Chariberta.
Zápletka písně je variací archetypálního pohádkového příběhu o záměně pravé princezny za nepravou, kterou způsobila věrolomná služka (v našem případě) nebo závistivá sestra.

## Obsah písně

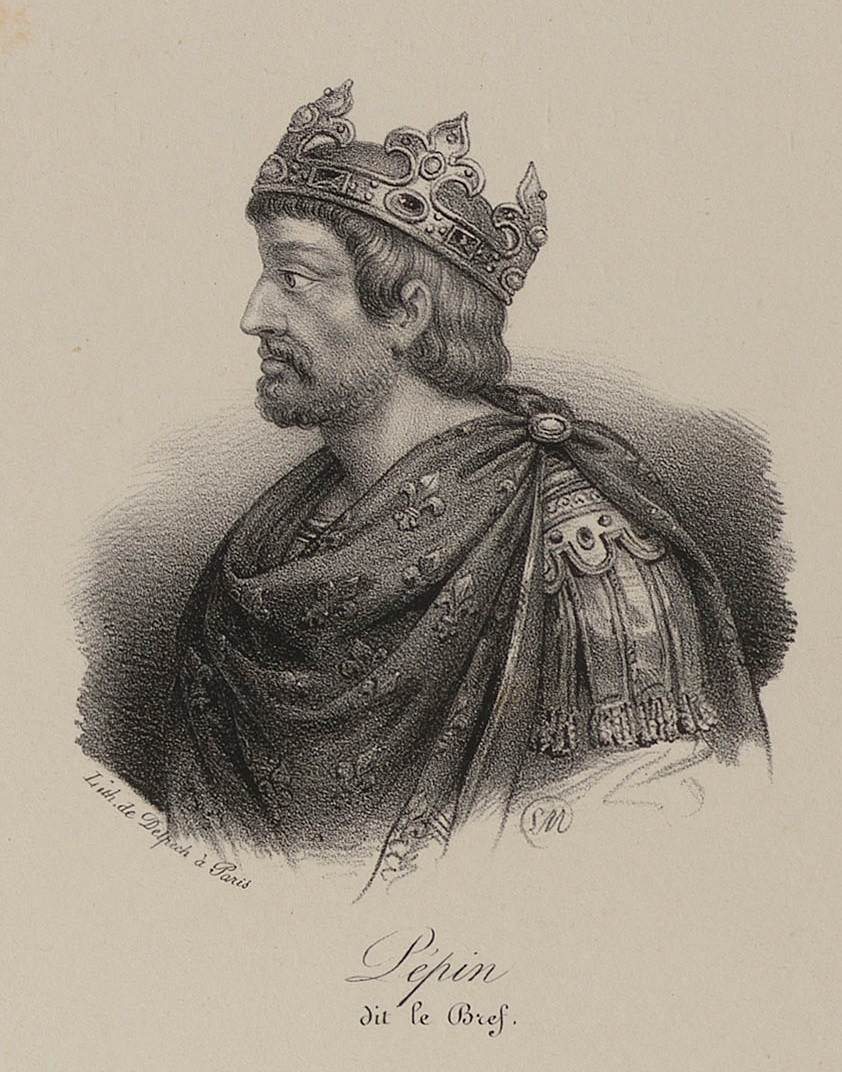
Pipin Krátký

Franský král Pipin Krátký se rozhodne vzít si za manželku uherskou princeznu Bertu, dceru krále Florese a královny Blanchefleur. Ta je velmi krásná, jediným jejím nedostatkem je, že má velké nohy. Pipin vyšle do Uher poselstvo s žádostí o její ruku a Berta nabídku přijme. Její služka Margis má dceru Alistu, která je Bertě velice podobná (až na velikost nohou). Když poslové s Bertou dorazí do Paříže, podstrčí Margis Pipinovi do lože svou dceru na místo Berty. Skutečnou Bertu nechá odvést zbrojnoši do lesa, kde má být zavražděna, té se však podaří uprchnout.
Po strastiplném bloudění v lese najde Berta chatrč, ve které bydlí uhlíř Šimon se svou ženou Konstancí. Ti se Berty ujmou a Berta s nimi žije devět let. Alista mezitím porodí Pipinovi dva syny, Heldriho a Rainfroie.
Podvod vyjde najevo poté, co se Bertina matka Blanchefleur rozhodne dceru navštívit. Alista se sice snaží odhalení uniknout tím, že jako údajně nemocná tráví svůj čas na lůžku, ale Blanchefelur přesto zjistí, že Alista má malou nohu. Pipinovi se Bertu podaří najít, Margis je popravena, Alista jako matka dvou princů poslána do kláštera a uhlíř Šimon je pasován na rytíře.

## České adaptace
- Václav Cibula: Hrdinské legendy staré Francie (1963), prozaické převyprávění pěti chanson de geste pod názvy Poslední výprava rytíře Rolanda, Jak se stala Berta královnou, Dobytí města Nîmes, Život a dobrodružství Renalda z Montalbanu a Oberon.[5]
- Nevěsta s velkýma nohama (2002), český televizní film, režie Viktor Polesný.[6]